# قورباغه پلنگی شمالی
قورباغه پلنگی شمالی (نام علمی: Lithobates pipiens) نام یک گونه از سرده رانا است.